# Dejan Osmanović
Dejan Osmanović (serbisch-kyrillisch Дејан Османовић; * 29. Januar 1973 in Vranje, Jugoslawien, heute Serbien) ist ein ehemaliger serbischer Fußballspieler.

## Laufbahn
Seine Karriere verbrachte er unter anderem bei Hajduk Kula, FK Smederevo, Vitória und beim FC Extremadura. In der Saison 1998/1999 wurde er mit 16 Treffern Torschützenkönig der 1. jugoslawischen Liga. Kula belegte in dieser Runde den siebten Rang. Für das blau-weiße Team vom Stadion Hajduk brachte er es auf 189 Ligaspiele und erzielte in sechs Spielzeiten 91 Tore. Er wurde im Jahr 2001 dreimal in die B-Nationalmannschaft berufen. Wichtige Mitspieler bei Kula waren unter anderem Nikola Bogić, Zoran Antić, Ivan Ćirka und Aleksandar Davidov. 